# سكوت موريسون (لاعب كرة قدم)
سكوت موريسون (بالإنجليزية: Scott Morrison)‏ (23 مايو 1984 بأبردين في المملكة المتحدة - ) هو لاعب كرة قدم بريطاني في مركز الدفاع. شارك مع منتخب اسكتلندا تحت 21 سنة لكرة القدم. أما مع النوادي، فقد لعب مع دونفرملين أثلتيك ونادي أبردين ونادي روس كاونتي وفينيكس راسينغ وPhoenix FC ‏.

## وصلات خارجية
- سكوت موريسون على موقع قاعدة بيانات كرة القدم.إي يو (الإنجليزية)
- سكوت موريسون على موقع Soccerbase.com (لاعب) (الإنجليزية)